# Panegyrtes maculatissimus
Panegyrtes maculatissimus là một loài bọ cánh cứng trong họ Cerambycidae.